# Duque de Sanlúcar la Mayor
O título Duque de Sanlúcar foi criado na Nobreza da Espanha com honraria de Grande de Espanha pelo rei Filipe IV de Espanha por um decreto real datado em 25 de janeiro de 1625 a favor de Gaspar de Guzmán y Pimentel, Conde-duque de Olivares. O seu nome refere-se ao município andaluz de Sanlúcar la Mayor, na província de Sevilha. Este é o título que deu nome à Casa de Sanlúcar. 

## Duques de Sanlúcar
|                                  | Titular                                                     | Periodo                          |
| Creación por Felipe IV de España | Creación por Felipe IV de España                            | Creación por Felipe IV de España |
| -------------------------------- | ----------------------------------------------------------- | -------------------------------- |
| I                                | Gaspar de Guzmán y Pimentel y Velasco de Tovar,             | 1625-1642                        |
| II                               | Enrique Felípez de Guzmán                                   | 1642-1646                        |
| III                              | Gaspar Felípez de Guzmán y Velasco                          | 1646-1648                        |
| IV                               | Diego Messía y Felípez de Guzmán                            | 1652-1655                        |
| V                                | Gaspar Messía Felípez de Guzmán Spínola                     | 1655-1666                        |
| VI                               | Diego Francisco Messia Felípez de Guzmán                    | 1667-1711                        |
| VII                              | Antonio Gaspar de Moscoso Osorio y Aragón                   | 1711-1725                        |
| VIII                             | Ventura Antonio Osorio de Moscoso y Guzmán                  | 1725-1734                        |
| IX                               | Ventura Osorio de Moscoso y Fernández de Córdoba            | 1734-1776                        |
| X                                | Vicente Joaquín Osorio de Moscoso y Guzmán                  | 1776-1816                        |
| XI                               | Vicente Ferrer Isabel Osorio de Moscoso y Álvarez de Toledo | 1816-1837                        |
| XII                              | Vicente Pío Osorio de Moscoso y Ponce de León               | 1837-1848                        |
| XIII                             | María Cristina Osorio de Moscoso y Carvajal]                | 1849-1898                        |
| XIV                              | Luis María Ruiz de Arana y Osorio de Moscoso                | 1898-1903                        |
| XV                               | Luis María Ruiz de Arana y Martín de Oliva                  | 1903-1936                        |
| XVI                              | José María Ruiz de Arana y Baüer                            | 1943/1952-1985                   |
| XVII                             | José María Ruiz de Arana y Montalvo                         | 1990-2000                        |
| XVIII                            | María Cristina Ruiz de Arana y Marone-Cinzano               | 2000-Actual                      |